# Национальная библиотека Республики Саха (Якутия)
Национальная библиотека Республики Саха (Якутия) (якут. Саха Өрөспүүбүлүкэтин Национальнай бибилэтиэкэтэ) — одна из крупнейших библиотек на Северо-Востоке Российской Федерации и является научно-исследовательским учреждением в области библиотековедения, библиографоведения и истории книги, организационно-методическим и координационным центром библиотек республики всех систем и ведомств. Находится в Якутске.
Находится в ведомственном подчинении Министерства культуры и духовного развития Республики Саха (Якутия).
Учредителем учреждения является Министерство имущественных и земельных отношений Республики Саха (Якутия).
Фонд Национальной библиотеки РС (Я) составляет 1,6 млн экземпляров, который включает литературу на русском, якутском языках, языках коренных малочисленных народов Севера.
Библиотека обслуживает более 50 тыс. читателей, которым предоставляются услуги информационно-библиотечного, справочно-библиографического обслуживания, в том числе государственные услуги доступа к электронным каталогам и базам данных и оцифрованным документам из библиотечного фонда.
На 2020 в контенте более 13000 различных документов оцифрованного фонда Национальной библиотеки РС (Я), а также удаленные подписные базы данных.
На базе библиотеки создан Межрегиональный информационный Центр документального культурного наследия коренных малочисленных народов Севера, Сибири и Дальнего Востока, который возглавляет и координирует работу библиотек северных регионов России по созданию Межрегионального сводного каталога.
В составе библиотеки работают Центр для детей и юношества и Николаев-центр, созданный как библиотека-архив первого президента Республики Саха (Якутия) в с. Октемцы Хангаласского района.
Директор (2020) Саргылана Максимова.

## История

### Якутская государственная национальная библиотека
Якутская национальная библиотека была основана в 1925 г.. История Национальной библиотеки Республики Саха (Якутия) начинается с 14 сентября 1925 года, когда было принято постановление расширенного совещания при Совете Народных Комиссаров ЯАССР о создании Якутской государственной национальной библиотеки.
С 1928 года, с приходом в библиотеку Николая Николаевича Грибановского, началось становление и развитие краеведческой библиографии, сбор материалов, касающихся Якутии, создание Фонда «Якутия».
В 1935-1938 гг. библиотека носила имя Ивана Николаевича Винокурова.

### Якутская государственная центральная библиотека
1938 г. — преобразована в Якутскую государственную центральную библиотеку

### Государственная научная библиотека Якутской АССР (с 1949 г. — им. А.С. Пушкина)
1942 г. — переименована в Государственную научную библиотеку Якутской АССР
1949 г. — присвоение имени Александра Сергеевича Пушкина, к 150-летию со дня его рождения.

### Якутская республиканская научная библиотека им. А.С. Пушкина
1954 г. — преобразована в Якутскую республиканскую научную библиотеку им. А. С. Пушкина
1959 г. — на библиотеку возложены функции Книжной палаты республики. Начало создания архива печати республики
1960 г. — первое издание «Летописи печати Якутской АССР»
1963 г. — начало издания «Календаря памятных и знаменательных дат ЯАССР»
1973 г. — библиотека переехала в новое здание — продолжение исторического здания

### Якутская республиканская библиотека им. А.С. Пушкина
1975 г. — начало эксперимента по централизации библиотек в условиях Крайнего Севера, проводимой ГПБ им. Салтыкова-Щедрина и МК СССР. Открыт сектор литературы народов Севера при национально-краеведческом отделе

### Национальная библиотека Якутской-Саха ССР
1990 г. — придан статус Национальной библиотеки

### Национальная библиотека Республики Саха (Якутия)
1992 г. — библиотека отнесена к особо ценным объектам национального достояния РС (Я)
1993 г. — вышел первый сборник научных статей сотрудников библиотеки «Книжная культура Республики Саха (Якутия)»
1999 г. — библиотека вошла в сеть президентских центров культуры и искусства РС (Я)
2001 г. — библиотека стала победителем Всероссийского конкурса «ОКНО В РОССИЮ»
2002 г. — создан Центр корпоративной каталогизации «Сахалибнет» и отдел электронной библиотеки
2004 г. — библиотека вошла в проект по созданию Сводного каталога библиотек России как опорная библиотека. Начало работы Виртуальной справочной службы
2013 г. — открытие Регионального центра доступа к информационным ресурсам Президентской библиотеки им. Б. Н. Ельцина
2017 г. — библиотека-архив Первого Президента Республики Саха (Якутия) М.Е. Николаева получила статус филиала Национальной библиотеки РС (Я) и была переименована в Президентский центр М.Е. Николаева (Николаев-Центр).
Библиотека является региональным методическим центром и центром МБА библиотек республики.

### Руководство
Директора библиотеки:
- 1925—1928 — Бурыкина Наталья Николаевна
- 1928—1929 — Грибановский Николай Николаевич
- 1930 — Лонцкая Мария Ивановна
- 1931—1932 — Прудовский Евгений Фёдорович
- 1932—1934 — Баланов Иван Дмитриевич
- 1934—1939 — Якутцева (Калачик) Софья Борисовна
- 1939—1940 — Гаврильев Семён Ларионович
- 1940—1941 — Иванов Николай Тихонович
- 1941—1910 — Тарский Григорий Семёнович
- 1910—1946 — Ильин Иннокентий Анисимович
- 1947—1950 — Тимофеев Василий Максимович
- 1950—1962 — Чижик Богдан Мельхиорович
- 1963—1975 — Тюнгюрядов Захар Тимофеевич
- 1975—1980 — Степанов Пётр Денисович
- 1980—1986 — Кузьмин Виктор Егорович
- 1987—1989 — Григорьев Павел Васильевич
- 1990—2016 — Самсонова Валентина Андреевна
- с 2016 — Максимова Саргылана Васильевна

## Современная структура

### Центр управления документными фондами и обеспечения стационарного обслуживания
- Отдел комплектования фондов
- Отдел документных фондов
- Отдел обеспечения документами стационарного обслуживания
- Центр реставрации и консервации библиотечных фондов (отдел)

### Центр формирования интегрированных информационных ресурсов
- Отдел формирования базы данных
- Отдел каталогизации ресурсов
- Отдел каталогизации составной части ресурсов

### Центр национальной библиографии (отдел)
- Группа текущей национальной библиографии
- Группа ретроспективной национальной библиографии

### Центр библиотечно-информационного обслуживания
- Отдел культурно-образовательных проектов и программ
- Отдел комплексного обслуживания
- Медиацентр (отдел)
- Отдел информационно-библиографического обслуживания

### Межрегиональный центр документных ресурсов РС (Я), коренных малочисленных народов Севера, Сибири и Дальнего Востока
- Отдел региональной библиографии
- Отдел национальных и краеведческих фондов
- Отдел обслуживания национально-краеведческими фондами

### Центр цифровизации языкового и культурного наследия народов Якутии
- Отдел управления цифровыми ресурсами
- Лаборатория оцифровки культурного наследия
- Отдел цифрового развития

### Научно-исследовательский центр
- Научно-исследовательский институт чтения (отдел)
- Издательский центр (отдел)
- Научно-исследовательский центр книжных памятников (отдел)

### Центр обеспечения информационной безопасности
- Отдел учётно-хранительской документации
- Отдел автоматизации информационно-библиотечных процессов

## Филиалы

### Николаев-Центр
Филиал был создан как библиотека-архив первого Президента Республики Саха (Якутия) в 2002 году в с. Октемцы Хангаласского улуса. В 2017 г. библиотека-архива, получив статус филиала Национальной библиотеки РС (Я), переименована в Президентский центр М.Е. Николаева (Николаев-Центр).
Николаев-центр объединяет функции библиотеки, архива, музея, фонда аудиовизуальных материалов и иных документов научного, образовательного, исследовательского учреждения периода президентства М.Е. Николаева.

### Детская Точка кипения — Центр чтения
В 2001 году Распоряжением Правительства РС (Я) Республиканская детско-юношеская библиотека преобразована в Центр для детей и юношества Национальной библиотеки РС (Я).

## Фонд библиотеки
Фонд составляет свыше 1 млн экз. изданий.
Он включает периодику, ноты, грамзаписи, спецвиды технической литературы, общественно-политическую, художественную литературу, литературу по технике, естествознанию, медицине, филологии, искусству. Имеются дарственные коллекции: тунгусоведа Г. М. Василевич, композитора Г.Григоряна, а также рукописный фонд композиторов Якутии.
С 1991 г. формируется мемориальный сводный фонд печатной памяти Республики Саха (Якутия) «Сандалы-Бичик».
Библиотека получает бесплатный обязательный экземпляр печатной продукции Республики Саха и платный обязательный экземпляр, является республиканским депозитарием национально-краеведческой литературы.
Библиотека поддерживает связь по линии книгообмена с 22 библиотеками стран СНГ и 58 библиотеками России.
Библиотека обслуживает читателей на абонементе и по МБА. Имеет 11 читальных залов на 400 мест.

## Каталоги, картотеки и БД
В систему каталогов и картотек входят: генеральный систематический каталог, генеральный служебный алфавитный каталог, читательский алфавитный каталог, систематическая картотека статей, алфавитный каталог резервного фонда местных изданий, алфавитный каталог справочных и библиографических изданий, алфавитный каталог редких книг, систематический каталог фонда отдела обслуживания парламента, алфавитные каталог и картотека периодических изданий, алфавитный и систематический каталоги нот, алфавитный и систематический каталоги звукозаписи, предметный каталог изографии, алфавитный каталог спецвидов технической литературы и нормативно-технической документации, систематический каталог-картотека краеведческой и якутской литературы, алфавитный каталог местных изданий, алфавитный и систематический каталоги литературы на иностранных языках (английский, французский, немецкий и др.), алфавитная картотека заглавий произведений художественной литературы, картотека неопубликованных документов по культуре и искусству. Есть электронные каталоги на основной фонд, грампластинки и диапозитивы, краеведческий фонд.

## Научно-исследовательская деятельность
Библиотека проводит следующие исследования: социологическое исследование «Книга, чтение, библиотека в жизни жителей Якутии». Цель исследования: изучение и выявление потребностей, спроса в чтении якутской, эвенкской, краеведческой литературы, книг популярных авторов СНГ для детей, юношества, взрослых, вышедших за последние 5 лет; «Определение социальной роли массовых и домашних библиотек»; комплексное исследование «Национальная библиотека» (книжное дело Якутии /1812-1993 гг./; изучение информационных потребностей и читательских интересов членов общин и ассоциаций).
Национальная библиотека является методическим центром государственных массовых библиотек системы МК республики, определяет политику библиотечного строительства в республике; занимается разработкой программ развития библиотек, готовит документы по финансовому обеспечению библиотек. Собирает и готовит государственную отчетность по всем библиотекам республики, осуществляет централизованное комплектование библиотечных фондов ЦБС. Организует совещания директоров ЦБС, мероприятия по повышению квалификации библиотечных работников, общереспубликанские смотры-конкурсы. Составляет методические разработки, издания по пропаганде передового опыта и т. д.
На базе библиотеки работает Ассоциация ученых и специалистов Республики Саха «Сайдыс».

## Издания
Библиотека издает:
— Летопись печати Республики Саха (библиографический указатель — 1 раз в год);
— Н. Н. Грибановский «Библиография Якутии»;
— Библиография Якутской АССР /1931-1959 гг./. Т.1 История изучения. История народов. Социалистическое строительство;
— Библиография Якутской АССР /1931-1959 гг./. Т.2 Природные условия, ресурсы, народное хозяйство;
— Н. Н. Грибановский «Периодическая печать Якутии». 1887—1930 гг. (библиографический указатель — газеты, журналы);
— Периодическая печать Якутии. 1931—1970 гг.(библиографический указатель);
— Охота и охотничье хозяйство на Дальнем Востоке и в Якутии (ретроспективный указатель);
— Календарь знаменательных и памятных дат — 1 раз в год;
— Указатели из серии «Лауреаты премии им. П. А. Ойунского» — ежегодно;
— Книжная культура Республики Саха (Якутия): Сборник научных трудов.

## Услуги
Основные виды платных услуг: ксерокопирование, информационное обслуживание ведомств, предприятий и организаций, выдача книг и периодики по ночному абонементу, прокат грампластинок и аудиокассет в помощь изучающим иностранные языки, продажа списанной литературы.
Количество обращений просто зашкаливает. Мы как-то зафиксировали максимум — 21 тысяча пользователей в день, книговыдача — и того больше, 22 тысячи. Кстати, в этом году надеемся перешагнуть по книговыдаче двухмиллионный рубеж. — Саргылана Максимова
В 2020 году Национальная библиотека Якутии открыла доступ к более 300 документам посемейных списков Всероссийской переписи населения 1926—1928 годов.
В период пандемии 2020 года библиотека запустила подкасты.
В 2020 библиотека запустила услугу «Персональный библиотекарь».